# Alphonse Thys
Pour les articles homonymes, voir Thys.
Alphonse Thys (Paris, 8 mars 1807 - Bois-Guillaume, 1er août 1879) est un compositeur français.

## Biographie
Il apprend l'harmonie au Conservatoire national supérieur de musique et de danse de Paris avec Émile Bienaimé et la composition avec Henri-Montan Berton.
En 1833, il obtient le premier Prix de Rome avec sa cantate Le Contrebandier espagnol. Il passe alors deux années à la villa Médicis à Rome puis s'installe à Paris comme compositeur. Il écrit alors quelques chansons populaires comme La Belle Limonadière ou La Nuit au sérail.
En 1851, il est un des fondateurs avec Ernest Bourget de la Société des auteurs, compositeurs et éditeurs de musique (SACEM).
Il compose des opéras pour le Théâtre national de l'Opéra-Comique ainsi que des chœurs mixtes. Devenu professeur de musique, il utilise la méthode de Pierre Galin et écrit en 1873 la préface de l'ouvrage Histoire anecdotique de la méthode Galin-Paris-Chevé. Son élève le plus célèbre fut Edmond de Polignac.
Il est le père de Pauline Thys.

## Œuvres
Parmi son abondante production, on peut citer : 
- Alda, opéra en un acte, avec Jean-François Alfred Bayard et Paul Duport, 1835
- Le Roi Margot, comédie à ariettes, 1839
- L'Avantage d'être goujon !, bêtise aquatique en quatre couplets, paroles de Justin Cabassol, 1841
- La Discrète !, paroles d'Émile Barateau, 1842
- Oreste et Pylade, opéra-comique en un acte, 1844
- Marquise et soubrette, mélodies, paroles de Victor Mabille, 1844
- Le Nuage !, mélodie, paroles de Marc Constantin, 1844
- L'Amazone, opéra-comique en un acte, 1845
- Le Distrait !, chanson, paroles de Victor Mabille, 1846
- La sournoise, opéra-comique en un acte, 1848
- Enfant n'y crois pas !, paroles de Henriette Chardonneau, 1849
- La Famille !, romance, 1849
- Les Echos de Rosine, salon opéra avec accompagnement de piano, poème d'Étienne Tréfeu, 1850
- Les plaisirs de la chasse, pour chœur d'hommes, 1864
- Bonne Nuit !, nocturne à deux voix, paroles de Eugène Roch, 1864
- 12 Fantaisies pour hautbois et piano concertants, 1873
- 6 Variations pour piano sur l'air de la Tyrolienne
- La Muse comique, recueil collectif de chansonnettes, chansons, gaudrioles, pastorales, rondeaux, scènes comiques, chansons bachiques et chansons légères, avec et sans parlé, pour piano et chant, paroles de Augustin de Piis, non daté (avec Étienne Arnaud, Amédée de Beauplan, François-Auguste Gevaert, Aristide Hignard, Paul de Kock, Adrien Lagard, Charles Lecocq, Sylvain Mangeant, Charles Pourny, Loïsa Puget, Victor Robillard et Jean-Pierre Solié.